# Groddkorn

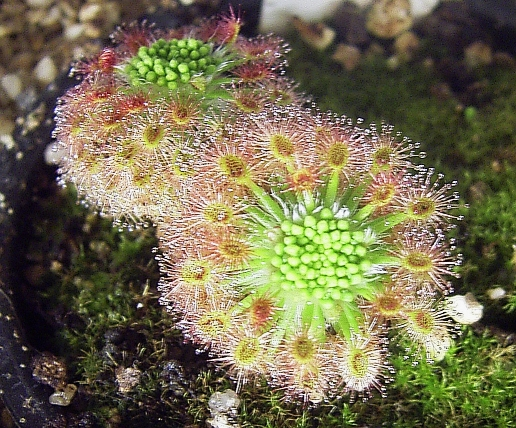
Plantor av sileshår, med samlingar av groddknoppar centralt i toppen på plantorna.

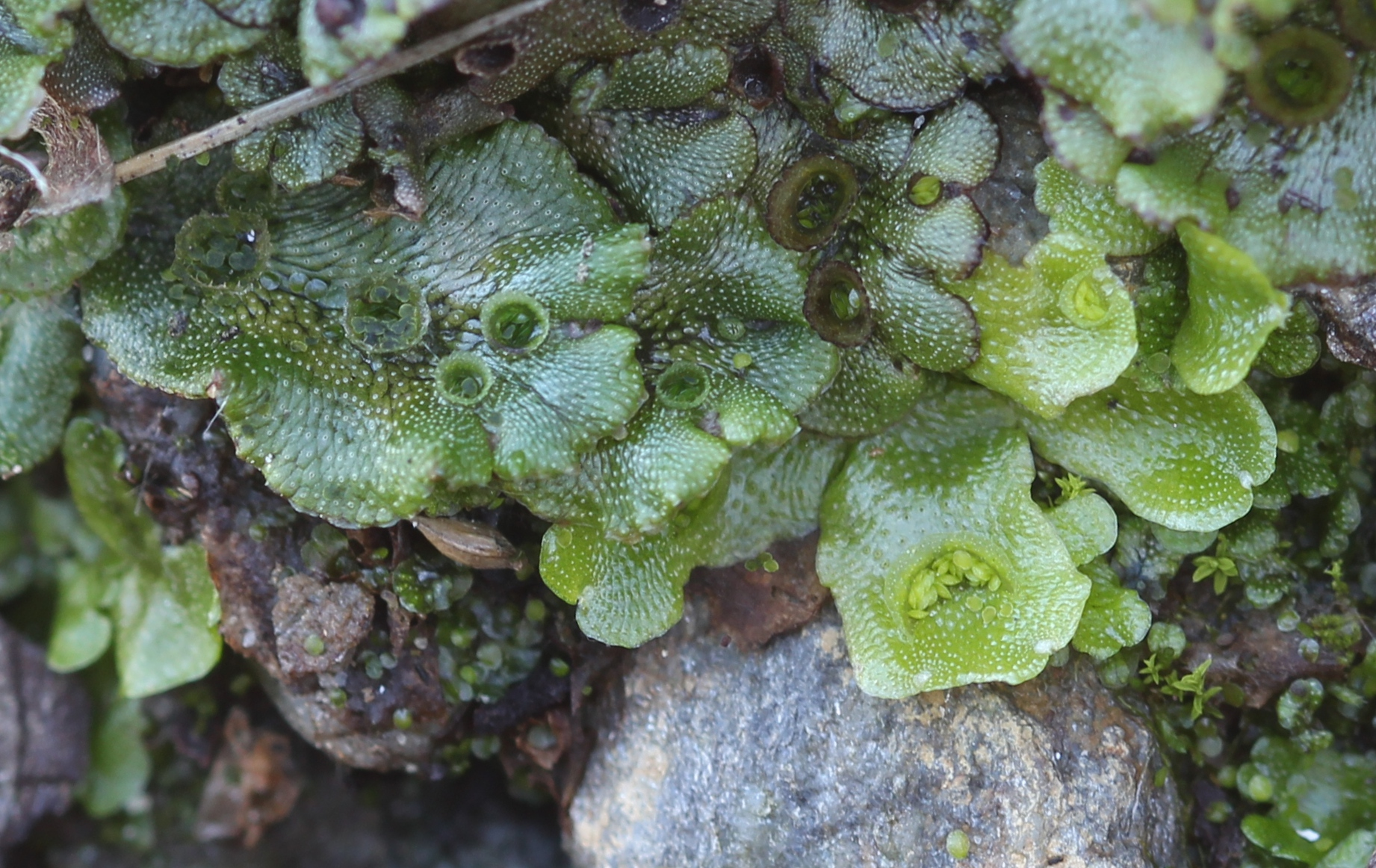
Levermossa med synliga groddkorn i små "koppar", samt underst groddknoppar som lösgjorts i regnet.

Groddkorn eller groddknopp är benämningen på en vegetativ (könlös) spridningsenhet (diaspor) hos mossor. I äldre och yngre nysvenska användes groddkorn som synonym till spor.
Ett groddkorn kan vara en- eller flercelligt. Dess storlek är i regel mindre än 1 millimeter, innehållandes anlagen till att bilda en ny mossplanta. Groddkorn är oftast lite större än sporer, med ofta 30–150 mikrometers diameter.
Groddkorn förekommer både hos lever- och bladmossor, och spelar stor roll för spridningen av mossan i närområdet. Genom groddkornet kan mossans arvsanlag spridas även i tidiga utvecklingsstadier (som hos vedtrappmossa) eller under en växtsäsong när inte sporer bildas. Spridningen av groddkorn kan i likhet med sporer ske via vind eller vatten.
Bildningen av groddkornet sker hos bland annat bladlevermossor i bladspetsarna. Hos lungmossor kan bildningen ibland istället ske i skållika bildningar, medan räffelmossornas groddkorn kan bli till i spetsen av långa skaft.